# Fuente del Maestre
Fuente del Maestre – gmina w Hiszpanii, w prowincji Badajoz, w Estramadurze, o powierzchni 179,7 km². W 2011 roku gmina liczyła 6943 mieszkańców.